# Вербська сільська рада (Чечельницький район)
| Вербська сільська рада — колишній орган місцевого самоврядування у Чечельницькому районі Вінницької області з адміністративним центром у с. Вербка. Сільській раді були підпорядковані населені пункти: - с. Вербка - с. Василівка |

## Склад ради
Рада складалася з 16 депутатів та голови.

## Керівний склад сільської ради
| ПІБ                       | Основні відомості                                                               | Дата обрання | Дата звільнення |
| ------------------------- | ------------------------------------------------------------------------------- | ------------ | --------------- |
| Блиндур Сергій Андрійович | Сільський голова, 1970 року народження, освіта, член Партії «Реформи і порядок» | 26.03.2006   | 31.10.2010      |
| Блиндур Сергій Андрійович | Сільський голова, 1971 року народження, освіта вища, безпартійний               | 31.10.2010   |                 |

Примітка: таблиця складена за даними джерела